# Великая теорема Ферма (книга)
Великая теорема Ферма (англ. Fermat's Last Theorem) — научно-популярная книга британского популяризатора науки и журналиста Саймона Сингха. Книга получила положительные отзывы как учёных, так и печатных изданий, и была переведена на множество языков.

## Содержание
В книге рассказывается история поиска доказательства Великой теоремы Ферма, впервые высказанной французским математиком Пьером де Ферма в 1637 году. Её условие формулируется просто, на «школьном» арифметическом уровне.
Автор повествует о том, сколько математиков, таких как Эварист Галуа, безуспешно пытались доказать теорему. Поиски решения этой теоремы растянулись более чем на триста лет. И только в 1994 году англо-американский математик Эндрю Уайлс вместе с коллегами сумели решить эту задачу. Доказательство Великой теоремы Ферма было опубликовано в 1995 году.
Эндрю Уайлс узнал о Великой теореме Ферма, когда ему было десять лет. Тогда он сделал попытку доказать её, используя методы из школьного учебника. Уже встав взрослым, Уайлс стал изучать работы математиков, которые пытались доказать эту теорему. После поступления в колледж он забросил попытки доказать теорему Ферма и занялся изучением эллиптических кривых под руководством Джона Коутса. Вновь работать над теоремой Ферма Уайлс начал летом 1986 года, когда узнал, что американский математик Кен Рибет доказал, что теорема Ферма следует из гипотезы Таниямы — Симуры в случае полустабильных эллиптических кривых.

## Синопсис
Великая теорема Ферма стала святым Граалем математики. Целые жизни были посвящены и даже принесены в жертву поиску доказательства, казалось бы, простой проблемы. Несколько человек пытались продемонстрировать ее, но безуспешно, пока не появился профессор из Принстона Эндрю Уайлс, который мечтал доказать Великую теорему Ферма с тех пор, как впервые увидел ее, будучи мальчиком, в библиотеке своего города. Боясь череды неудач своих предшественников, он в течение семи лет публиковал статьи на другие темы. В 1993 году, через 356 лет после вызова Ферма, Уайлс заявил, что доказал теорему. Но их борьба еще не закончилась. Одна ошибка заставила его вернуться к участию в поисках доказательства еще на четырнадцать месяцев, пока в 1995 году он не предоставил действительно верные доказательства, выиграв заодно 50 000 фунтов стерлингов от Фонда Вольфскеля. «Великая теорема Ферма» ― это история об эпическом поиске решения величайшей математической задачи всех времен. Человеческая драма о больших мечтах, интеллектуальном блеске и необычайной решимости— 

## Издание в России
Книга была переведена на русский язык и вышла в свет в издательстве «МЦНМО» в 2000 году. ISBN 5-900916-61-8, 1-85702-521-0